# Сергей Наришкин
Сергей Евгениевич Наришкин (на руски: Серге́й Евге́ньевич Нары́шкин) е руски държавник, политически и военен деец. Директор на Службата за външно разузнаване на Руската федерация от 5 октомври 2016 г. Постоянен член на Съвета за сигурност на Руската федерация. Действащ държавен съветник на Руската федерация, I клас.

## Биография
Сергей Наришкин е роден на 27 октомври 1954 г. в Ленинград. През зимата на 1942 г. дядо му умира от изтощение и е погребан в общ гроб на Пискаревското гробище. Бащата му също е близо до смъртта, когато се разболява от глад, но животът му е спасен от половин торба картофи, донесена от роднина.[неблагонадежден източник]

Сергей прекарва детството си във Всеволожск, Ленинградска област. Работи в студентски строителен отряд.
През 1972 г. завършва училище № 190 с художествено-естетическа насоченост.
През 1978 г. завършва Ленинградския механичен институт като радиомеханичен инженер, а след това и Санктпетербургския международен институт по мениджмънт със степен по икономика. Владее английски и френски.
Според публикувана неофициална информация от 1978 до 1982 г. е преминал обучение в специални учебни заведения на Комитета за държавна сигурност на СССР. Учи в двугодишен факултет в 101-вото училище на Първото главно управление на КГБ (сега Академия за външно разузнаване). След като завършва обучението си, по собствените му думи, през 1980 г. в Ленинградския отдел на КГБ се среща с Владимир Путин. По време на обучението си Наришкин има оперативен псевдоним „Наумов“.